# Garki
Garki – wieś w gminie Odolanów, w powiecie ostrowskim, w województwie wielkopolskim.
| SIMC    | Nazwa   | Rodzaj    |
| ------- | ------- | --------- |
| 0204903 | Ściegna | część wsi |

Liczy około 700 mieszkańców.
Garki położone są przy linii kolejowej Ostrów Wielkopolski – Oleśnica (stacja kolejowa Garki), przy drodze powiatowej Odolanów-Sośnie, ok. 15 km na południowy zachód od Ostrowa i ok. 4 km na południe od Odolanowa. W pobliżu przepływają rzeka Barycz oraz kanał Świeca.
W miejscowości jest przystanek kolejowy Garki.

## Historia
Przed 1932 rokiem miejscowość położona była w powiecie odolanowskim, w latach 1975–1998 w województwie kaliskim, w latach 1932–1975 i od 1999 w powiecie ostrowskim. W 1923 r. urodził się tu działacz kulturalny i fotografik Marian Kostrzewski. W czasach okupacji hitlerowskiej wieś nosiła niemieckie nazwy Deutschweiler (1939–1943) oraz Eisenweiler (1943–1945). Od lat 90. w Garkach znajduje się prywatne Muzeum Etnograficzne.
W Garkach działa Footballowy Uczniowski Klub Sportowy (F.U.K.S. Garki).

## Dolina Baryczy
Wieś położona jest w całości na terenie Parku Krajobrazowego Dolina Baryczy i Obszaru Chronionego Krajobrazu Wzgórza Ostrzeszowskie i Kotlina Odolanowska.
Garki od północy otoczone są przez obfitujące w ptactwo podmokłe tereny doliny Baryczy, a od południa przez duży obszar leśny Świeca.
Bierze tu początek szlak rowerowy Garki – Odolanów – Antonin – Ostrów Wlkp.

## Gaz ziemny
Garki położone są na złożach gazu ziemnego, znajdujących się na głębokości 1200–1500 m. W okolicy znajduje się kilka odwiertów, z których gaz przetwarzany jest w Zakładzie Odazotowywania Gazu Ziemnego „Krio” w sąsiednim Odolanowie. Jest to jedno z najważniejszych w kraju miejsc pozyskiwania gazu ziemnego.